# Herrarnas 10 kilometer i längdskidåkning vid olympiska vinterspelen 1992
Resultaten från herrarnas 10 km sprint, klassisk stil vid olympiska vinterspelen 1992, som hölls i Albertville, Frankrike. Tävlingen avgjordes med jaktstart, den 13 februari 1992. 110 skidåkare deltog från 38 länder, fyra idrottare representerade Sverige och samtliga kom i topp-10.

## Medaljörer
| Spel      | Guld                | Silver                  | Brons                    |
| Skiathlon | Vegard Ulvang Norge | Marco Albarello Italien | Christer Majbäck Sverige |

## Resultat
| Placering | Åkare                       | Tid       |
| --------- | --------------------------- | --------- |
| 1         | Vegard Ulvang (NOR)         | 27.36,0   |
| 2         | Marco Albarello (ITA)       | 27.55,2   |
| 3         | Christer Majbäck (SWE)      | 27.56,4   |
| 4         | Bjørn Dæhlie (NOR)          | 28.01,6   |
| 5         | Niklas Jonsson (SWE)        | 28.03,1   |
| 6         | Harri Kirvesniemi (FIN)     | 28.23,3   |
| 7         | Giorgio Vanzetta (ITA)      | 28.26,9   |
| 8         | Alois Stadlober (AUT)       | 28.27,5   |
| 9         | Torgny Mogren (SWE)         | 28.37,8   |
| 10        | Silvio Fauner (ITA)         | 28.53,8   |
| 11        | Mikhail Botvinov (EUN)      | 28.55,8   |
| 12        | Henrik Forsberg (SWE)       | 29.09,0   |
| 13        | Vladimir Smirnov (EUN)      | 29.13,1   |
| 14        | Mika Myllylä (FIN)          | 29.17,0   |
| 15        | Jari Räsänen (FIN)          | 29.25,2   |
| 16        | Jari Isometsä (FIN)         | 29.34,4   |
| 17        | Václav Korunka (TCH)        | 29.43,4   |
| 18        | John Aalberg (USA)          | 29.47,6   |
| 19        | Alexander Marent (AUT)      | 29.49,9   |
| 20        | Terje Langli (NOR)          | 29.51,0   |
| 21        | Andrus Veerpalu (EST)       | 29.51,5   |
| 22        | Elmo Kassin (EST)           | 29.52,0   |
| 23        | John Bauer (USA)            | 29.58,0   |
| 24        | Jochen Behle (GER)          | 29.58,2   |
| 25        | Dany Bouchard (CAN)         | 30.03,8   |
| 26        | Ben Husaby (USA)            | 30.06,0   |
| 27        | Hiroyuki Imai (JPN)         | 30.17,3   |
| 28        | Urmas Välbe (EST)           | 30.20,1   |
| 29        | Torald Rein (GER)           | 30.25,1   |
| 30        | Andrej Kirylov (EUN)        | 30.27,4   |
| 31        | Johann Mühlegg (GER)        | 30.29,4   |
| 32        | Janko Neuber (GER)          | 30.29,8   |
| 33        | Radim Nyč (TCH)             | 30.31,5   |
| 34        | Markus Gandler (AUT)        | 30.35,9   |
| 35        | Andreas Ringhofer (AUT)     | 30.42,5   |
| 36        | Patrick Remy (FRA)          | 30.45,1   |
| 37        | Andy Evans (AUS)            | 30.54,2   |
| 38        | Kristen Skjeldal (NOR)      | 31.02,0   |
| 39        | Juan Jesús Gutiérrez (ESP)  | 31.02,6   |
| 40        | Park Byung-Chul (KOR)       | 31.10,0   |
| 41        | Pavel Benc (TCH)            | 31.13,6   |
| 42        | Yves Bilodeau (CAN)         | 31.19,5   |
| 43        | Stéphane Azambre (FRA)      | 31.22,2   |
| 44        | Giachem Guidon (SUI)        | 31.23,9   |
| 45        | Markus Hasler (LIE)         | 31.27,0   |
| 46        | Kazunari Sasaki (JPN)       | 31.31,4   |
| 47        | John Read (GBR)             | 31.32,7   |
| 48        | Ebbe Hartz (DEN)            | 31.34,5   |
| 49        | André Jungen (SUI)          | 31.41,2   |
| 50        | Hans Diethelm (SUI)         | 31.41,8   |
| 51        | Philippe Sanchez (FRA)      | 31.42,3   |
| 52        | Al Pilcher (CAN)            | 31.44,8   |
| 53        | Slavcho Batinkov (BUL)      | 31.47,4   |
| 54        | Ričardas Panavas (LTU)      | 31.48,9   |
| 55        | Ivan Smilenov (BUL)         | 31.54,7   |
| 56        | Carlos Vicente (ESP)        | 31.56,2   |
| 57        | Andrzej Piotrowski (POL)    | 31.56,9   |
| 58        | Maurilio De Zolt (ITA)      | 32.00,1   |
| 59        | Rögnvaldur Ingþórsson (ISL) | 32.04,6   |
| 60        | John Farra (USA)            | 32.06,0   |
| 61        | Dave Belam (GBR)            | 32.08,9   |
| 62        | German Karatjevskij (EUN)   | 32.12,6   |
| 63        | Wiesław Cempa (POL)         | 32.13,9   |
| 64        | Wayne Dustin (CAN)          | 32.16,9   |
| 65        | Glenn Scott (GBR)           | 32.20,8   |
| 66        | Martin Petrásek (TCH)       | 32.27,4   |
| 67        | Taivo Kuus (EST)            | 32.28,0   |
| 68        | Jordi Ribó (ESP)            | 32.33,9   |
| 69        | Michael Binzer (DEN)        | 32.45,9   |
| 70        | Iskren Plankov (BUL)        | 32.49,2   |
| 71        | Jožko Kavalar (SLO)         | 32.49,6   |
| 72        | Viorel Şotropa (ROU)        | 32.57,5   |
| 73        | Paul Gray (AUS)             | 33.12,2   |
| 74        | Robert Kerštajn (SLO)       | 33.37,5   |
| 75        | Siniša Vukonić (CRO)        | 34.01,1   |
| 76        | Antonio Cascos (ESP)        | 34.18,5   |
| 77        | Ahn Jin-Soo (KOR)           | 34.26,4   |
| 78        | Chang Song-Rok (PRK)        | 34.34,9   |
| 79        | Cédric Vallet (FRA)         | 34.35,1   |
| 80        | Wu Jintao (CHN)             | 34.45,9   |
| 81        | Haukur Eiríksson (ISL)      | 34.52,6   |
| 82        | Gongoryn Myeryei (MGL)      | 35.05,9   |
| 83        | Ziitsagaany Ganbat (MGL)    | 35.10,3   |
| 84        | Ioannis Mitroulas (GRE)     | 35.25,4   |
| 85        | Kim Kwang-Rae (KOR)         | 35.26,8   |
| 86        | Petar Zografov (BUL)        | 35.42,2   |
| 87        | Aleksandar Milenković (YUG) | 35.47,0   |
| 88        | Jānis Hermanis (LAT)        | 35.49,8   |
| 89        | Son Chol-U (PRK)            | 36.08,6   |
| 90        | Mark Croasdale (GBR)        | 36.13,0   |
| 91        | Timoleon Tsourekas (GRE)    | 36.26,9   |
| 92        | Luis Argel (ARG)            | 36.33,6   |
| 93        | Mithat Yıldırım (TUR)       | 36.36,8   |
| 94        | Momo Skokić (YUG)           | 36.48,4   |
| 95        | Wi Jae-Wook (KOR)           | 36.53,7   |
| 96        | Fikret Ören (TUR)           | 37.03,7   |
| 97        | Guillermo Alder (ARG)       | 37.11,8   |
| 98        | Dimitrios Tsourekas (GRE)   | 37.15,6   |
| 99        | Nikos Anastasiadis (GRE)    | 37.26,5   |
| 100       | István Oláh Nelu (HUN)      | 37.37,7   |
| 101       | Bekim Babić (YUG)           | 37.55,9   |
| 102       | Abdullah Yılmaz (TUR)       | 38.22,1   |
| 103       | Celal Şener (TUR)           | 38.25,4   |
| 104       | Sébastian Menci (ARG)       | 40.00,2   |
| 105       | Roberto Alvárez (MEX)       | 40.28,5   |
| 106       | Diego Prado (ARG)           | 41.46,2   |
| 107       | Mustapha Tourki (MAR)       | 46.15,1   |
| 108       | Mohamed Oubahim (MAR)       | 47.32,6   |
| 109       | Andrea Sammaritani (SMR)    | 47.37,8   |
| 110       | Faissal Cherradi (MAR)      | 1:11.07,4 |

## Deltagande nationer
| - Argentina 1. Luis Argel 2. Guillermo Alder 3. Sébastian Menci 4. Diego Prado - Australien 1. Andy Evans 2. Paul Gray - Bulgarien 1. Slavcho Batinkov 2. Ivan Smilenov 3. Iskren Plankov 4. Petar Zografov · - Danmark 1. Ebbe Hartz 2. Michael Binzer - Estland 1. Andrus Veerpalu 2. Elmo Kassin 3. Urmas Välbe 4. Taivo Kuus - Finland 1. Harri Kirvesniemi 2. Mika Myllylä 3. Jari Räsänen 4. Jari Isometsä - Jugoslavien 1. Aleksandar Milenković 2. Momo Skokić 3. Bekim Babić - Frankrike 1. Patrick Remy 2. Stéphane Azambre 3. Philippe Sanchez 4. Cédric Vallet | - Grekland 1. Ioannis Mitroulas 2. Timoleon Tsourekas 3. Dimitrios Tsourekas 4. Nikos Anastasiadis · - Island 1. Rögnvaldur Ingþórsson 2. Haukur Eiríksson - Italien 1. Marco Albarello 2. Giorgio Vanzetta 3. Silvio Fauner 4. Maurilio De Zolt - Japan 1. Hiroyuki Imai 2. Kazunari Sasaki - Kanada 1. Dany Bouchard 2. Yves Bilodeau 3. Al Pilcher 4. Wayne Dustin - Kina 1. Wu Jintao - Kroatien 1. Siniša Vukonić - Lettland 1. Jānis Hermanis - Liechtenstein 1. Markus Hasler - Litauen 1. Ričardas Panavas - Marocko 1. Mustapha Tourki 2. Mohamed Oubahim 3. Faissal Cherradi | - Mexiko 1. Roberto Alvárez - Mongoliet 1. Gongoryn Myeryei 2. Ziitsagaany Ganbat - Nordkorea 1. Chang Song-Rok 2. Son Chol-U - Norge 1. Vegard Ulvang 2. Bjørn Dæhlie 3. Terje Langli 4. Kristen Skjeldal - OSS 1. Mikhail Botvinov 2. Vladimir Smirnov 3. Andrej Kirylov 4. German Karatjevskij - Polen 1. Andrzej Piotrowski 2. Wiesław Cempa - Rumänien 1. Viorel Şotropa - San Marino 1. Andrea Sammaritani - Schweiz 1. Giachem Guidon 2. André Jungen 3. Hans Diethelm - Slovenien 1. Jožko Kavalar 2. Robert Kerštajn - Spanien 1. Juan Jesús Gutiérrez 2. Carlos Vicente 3. Jordi Ribó 4. Antonio Cascos | - Storbritannien 1. John Read 2. Dave Belam 3. Glenn Scott 4. Mark Croasdale - Sverige 1. Christer Majbäck 2. Niklas Jonsson 3. Torgny Mogren 4. Henrik Forsberg - Sydkorea 1. Park Byung-Chul 2. Ahn Jin-Soo 3. Kim Kwang-Rae 4. Wi Jae-Wook - Tjeckoslovakien 1. Václav Korunka 2. Radim Nyč 3. Pavel Benc 4. Martin Petrásek - Turkiet 1. Mithat Yıldırım 2. Fikret Ören 3. Abdullah Yılmaz 4. Celal Şener - Tyskland 1. Torald Rein 2. Johann Mühlegg 3. Janko Neuber - Ungern 1. István Oláh Nelu - USA 1. John Aalberg 2. John Bauer 3. Ben Husaby 4. John Farra - Österrike 1. Alois Stadlober 2. Alexander Marent 3. Markus Gandler 4. Andreas Ringhofer |